# Didymocarpus zhenkangensis
Didymocarpus zhenkangensis är en tvåhjärtbladig växtart som beskrevs av Wen Tsai Wang. Didymocarpus zhenkangensis ingår i släktet Didymocarpus och familjen Gesneriaceae. Inga underarter finns listade i Catalogue of Life.